# Tűzmadár (együttes)
A Tűzmadár magyar, modern heavy metal zenét játszó együttes, melyet 1999-ben alapítottak Budapesten.

## Történet
A Tűzmadár a Soul Stealers nevű iskolai zenekarból nőtte ki magát, melyet Schrott Péter alapított két extaggal együtt 1999-ben. Nevét az azonos nevű régi számról kapta, mely fel is került a Halottak élén demora még abban az évben, később pedig kissé átdolgozva a 2005-ben megjelent Jégkorszak nagylemezre.
A zenekar hatalmas lelkesedéssel és tettvággyal indult négy taggal, közben keresték a tökéletes énekest. A gitáros és énekesi posztot ekkor Schrott Péter töltötte be.
Első koncertjüket 1999 februárjában tartották Csömörön. A saját számok mellett rengeteg feldolgozást is játszottak. Zenéjükre nagy hatással volt többek között a Hammerfall, Manowar, Black Sabbath, Helloween. Annak ellenére, hogy már az első években több tagcsere is történt, ez nem tántorította el a zenekart céljától. Hamar népszerűséget szereztek és rengeteget játszottak helyi klubokban, többek között visszatérő fellépői voltak a csepeli Voodoo klubnak.
Még ebben az évben(1999) megjelent első demójuk az öt számot tartalmazó Halottak élén, mely a Metal Hammer demonstráció rovatában elnyerte a hónap demója címet. Szintén ekkor jelent meg a zenekar első amatőr klipje az Éjféli álom számra, ami eredetileg vizsgafilmnek készült.
Első nagyobb sikerüket 2001-ben élhették át, amikor meghívást kaptak az akkori Pepsi Szigetre, ahol a kései kezdés ellenére több mint 500 ember előtt játszhattak. Ebben az évben jelent meg az öt számot tartalmazó Igaz hittel kislemez, amely szintén jó kritikát kapott.
2001-ben csatlakozott a zenekarhoz Szűcs Attila, aki az addigi basszusgitárost váltotta, így Schrott Péter mellett ma is a legstabilabb tagja a zenekarnak.
Schrott Péter 2002 tavaszán megvált a gitártól, csak az éneklésre koncentrált. Helyére, a gitáros posztra Galambos Zsolt került (ex-Wisdom).
A 2002-es év hatalmas mélypont volt a zenekar életében. Minden adott volt az első nagylemez, a Jégkorszak rögzítéséhez. Augusztusban elkezdték felvenni az albumot Szabadkán a Kreaton stúdióban. Háromhónapnyi kemény munka, és rengeteg utazás után elkészült a nyersanyag. A gitár nagy részét Marjanov Miodrag (Miso) játszotta fel, aki be is szállt később a zenekarba, a többi gitártémát pedig Pihokker Péter, az akkori gitáros. A keverés során viszont egy sajnálatos baleset miatt az egész digitalizált anyag megsemmisült. Ekkorra már a stúdió is letörölte a szalagokat. Ez nemcsak anyagilag viselte meg a zenekart, hanem majdnem a Tűzmadár végét is jelentette.
2003-ban szinte a teljes tagság lecserélődött és 5 tagúra bővült. (Tagok ekkor: Schrott Péter – ének, Barócsi Kristóf – gitár, Szűcs Attila – basszusgitár, Kovács Márton – gitár, Kőhegyi Bence – dob).
2004-ben némi támogatással megjelent egy 3 számos demó Jégkirály címmel, majd ennek folytatásaként 2005-ben immár másodszor rögzített Jégkorszak nagylemez a Hammerworld mellékleteként, kiváltva ezzel nem csak a közönség, de a szakma elismerését is:
2005 novemberében felléptek a Petőfi Csarnokban az Ossian előzenekaraként, ahol több, mint 1700 ember előtt játszhattak. A koncert olyannyira jól sikerült, hogy a fiúk meghívást kaptak Paksi Endrétől az Ossian tavaszi turnéjára.
2006 januárjában pedig a német Helloween előtt léptek fel szintén a Petőfi Csarnokban. Még ebben az évben csatlakozott a zenekarhoz Horváth Zsolt billentyűs, így a csapat 6 tagúra bővült.
2007-ben megjelent a zenekar második, 14 dalt tartalmazó albuma, mely a Fények névre hallgat. A lemez mellékletében a Miért nem én lettem? dalhoz készült klip is megtekinthető bónuszként.
A rendhagyó lemezbemutató koncertet október 19-én tartották a Kultiplexben.
2007 végén Kőhegyi Bence, majd 2008-ban Barócsi Kristóf is távozott a zenekarból magánéleti okok miatt, helyükre Haraszti Dávid dobos és Károlyi Gergely gitáros jött. Már az új felállással rögzítették a négy számot tartalmazó Volt egy álmom… kislemezt, amely elsősorban online terjesztésben jelent meg.
2009. február 19-én az Iced Earth és a Saxon előtt léphettek fel, mint magyar meghívott zenekar a Petőfi Csarnokban.
A zenekar ebben az évben ünnepelte 10. évfordulóját egy exkluzív, 2 órás koncerttel, vendég zenekarokkal a DIESEL klubban.
Ebben az évben a Ring Garden-es koncert felvételéből a Colombus című számra lett összevágva egy látványos klip.
A 2010-es év mozgalmasan telt: a zenekar több hazai fesztiválon (Pannónia fesztivál, VOLT fesztivál, Szeptemberfest), valamint a szomszédos országokban (Románia, Szlovákia, Szerbia) léphetett fel.
2011 márciusában a Hammer World mellékleteként megjelent az Álmok, a zenekar harmadik nagylemeze. A felvételek a Flameborn Studioban készültek. A lemezbemutató koncert 2011. április 15-én volt a Dürer kertben.
Ebben az évben Kovács Márton is távozott a zenekarból, őt Tóth Péter váltotta.
2011 újabb két klipet hozott, a Korszellem és Júdás csókja számokra a harmadik nagylemezről.
2012-ben a zenekar szintén sikeres tavaszt, és nyarat tudhatott maga mögött. Folytatódott az Álmok turné, valamint több nyári fesztiválon is felléptek (Rockmaraton, Zorall Sörolimpia, Fierd Tábor, Fezen fesztivál, KántoRock fesztivál).
Ősszel elkezdődött a Volt egy álmom klip forgatása, amelyet csak 2013 februárjában publikáltak. A video a Z'labor-ban készült, a hang a Flameborn Studio-ban. A női főszerepet Szabó Erika játszotta, valamint Trinfuj Mihály színész is feltűnt.
2015 februárjában Tóth Pétert Tyukász Botond váltotta a gitáros poszton.
2017 februárjában az együttes bejelentette,hogy a 2017 április 8.-án a ShowBarlang színpadán adandó búcsúkoncert után,-egy időre biztosan-, felfüggeszti a működését.Az együttes tagjai más formációkban folytatják a zenélést.

## Flameborn
A Tűzmadár zenekar külföldre irányuló “verziója” a Flameborn névre hallgat. A jól sikerült angol fordításokkal a zenekar 2009-ben külföld felé is nyitott.

## Érdekesség
Minden albumon van egy történelmi személyiségről szóló dal: Nero, Colombus, Caesar, Galileo Galilei (Korszellem).
Koncertjeiket – ahol erre lehetőség nyílik – Tűz-show-val színesítik, ami nagyon hatásos látványelemként elevenedik meg a színpadon.
2012 végén Schrott Péter, a zenekar énekese a The Voice, Magyarország Hangja versenyen az első 12-ben végzett, és Rock műfajban a műsor szerint az ország legjobb rockhangja lett.
A verseny nagyot dobott a zenekar ázsióján, rengeteg felkérés érkezik azóta is a managementhez.

## Utolsó felállás
- Schrott Péter – ének (1999-2017), gitár (1999-2002)
- Károlyi Gergely – gitár (2008-2017)
- Tyukász Botond – gitár (2015-2017)
- Haraszti Dávid – dob (2008-2010,2013-2017)
- Szűcs Attila – basszusgitár (2001-2017)
- Horváth Zsolt – billentyűs hangszerek (2006-2017)

## Korábbi tagok
- Damázsdi Péter – gitár (1999)
- Pásztor Gábor – dob (1999)
- Siegl András – basszusgitár (1999-2001)
- Siegl Zoltán – dob (1999-2002)
- Pihokker Péter – gitár (1999-2003)
- Kőhegyi Bence – dob (2002-2008)
- Barócsi Kristóf – gitár (2002-2008)
- Kovács Márton – gitár (2003-2011)
- Pál Dániel – dob (2010-2013)
- Tóth Péter – gitár (2011-2013)

## Diszkográfia
| Lemez                           | Számok | Közreműködők |
| ------------------------------- | --- | --- |
| Halottak élén (demo)-1999       | 1. Halottak élén 2. Éjféli álom 3. Emlék 4. Jégkorszak 5. Tűzmadár | - Schrott Péter-ének, gitár - Damázsdi Péter-gitár - Siegl András-basszusgitár - Pásztor Gábor-dob                                              |
| Igaz hittel (kislemez)-2001     | 1. Élünk még 2. Igaz hittel 3. Száműzött 4. Föld Királya 5. Csillagfény | - Schrott Péter-ének, gitár - Pihokker Péter-gitár - Siegl András-basszusgitár - Siegl Zoltán-dob                                               |
| Jégkirály (demó)-2004           | 1. Jégkirály 2. Túlvilági üzenet 3. Csillagfény | - Schrott Péter-ének - Barócsi Kristóf-gitár - Kovács Márton-gitár - Szűcs Attila-basszusgitár - Kőhegyi Bence-dob                              |
| Jégkorszak (nagylemez)-2005     | 1. Jégkorszak 2. Tűzmadár 3. Elveszett nemzedék 4. Száműzött 5. Jégkirály 6. Miért nem én lettem? 7. Túlvilági üzenet 8. Nero 9. Élünk még 10. Csillagfény                             | - Schrott Péter-ének - Barócsi Kristóf-gitár - Kovács Márton-gitár - Szűcs Attila-basszusgitár - Kőhegyi Bence-dob                              |
| Fények (nagylemez)-2007         | 1. Intro 2. Szép hazugság 3. Ébredj 4. Másról szól 5. Élő vagy 6. Minden más 7. Mindig 8. Cirkusz 9. Hazatérés 10. Colombus 11. Tisztulj világ 12. Fények 13. White lie 14. Must feel  | - Schrott Péter-ének - Barócsi Kristóf-gitár - Kovács Márton-gitár - Szűcs Attila-basszusgitár - Kőhegyi Bence -dob - Horváth Zsolt-billentyű   |
| Volt egy álmom… (kislemez)-2008 | 1. Álomgyár 2. Caesar 3. Árnyék 4. Volt egy álmom… | - Schrott Péter-ének - Károlyi Gergely-gitár - Kovács Márton-gitár - Szűcs Attila-basszusgitár - Haraszti Dávid-dob - Horváth Zsolt-billentyű   |
| Álmok (nagylemez)-2011          | 1. Intro 2. Álmok 3. Út a jövőbe 4. Júdás csókja 5. A végzet hajnala 6. Tudom 7. Volt egy álmom 8. Új világ 9. Elveszve 10. Számítok rád 11. Álomgyár 12. Korszellem 13. Utolsó ítélet | - Schrott Péter-ének - Szűcs Attila-basszusgitár - Horváth Zsolt-billentyű - Pál Dániel – dob - Károlyi Gergely – gitár - Kovacs Márton – gitár |

## Videóklipek
- Miért nem én lettem? – 2007
- Colombus – 2009
- Korszellem – 2011
- Júdás csókja – 2011
- Volt egy álmom – 2013

## További információ
- A Tűzmadár zenekar hivatalos honlapja Archiválva 2013. május 12-i dátummal a Wayback Machine-ben
- A Tűzmadár zenekar hivatalos Facebook-oldala
- Schrott Péter YouTube-csatornája
- Schrott Péter hivatalos Facebook-oldala